# Урджарський сільський округ
Урджа́рський сільський округ (каз. Үржар ауылдық округі, рос. Урджарский сельский округ) — адміністративна одиниця у складі Урджарського району Абайської області Казахстану. Адміністративний центр — село Урджар.
Населення — 17966 осіб (2021; 18444 у 2009, 17936 у 1999, 19329 у 1989).
Станом на 1989 рік існувала Урджарська сільська рада (села Бургон, Кизилту, Урджар).

## Склад
До складу округу входять такі населені пункти:
| Населений пункт | Старі назви | Населення, осіб (1989) | Населення, осіб (1999) | Населення, осіб (2009) | Населення, осіб (2021) |
| --------------- | ----------- | ---------------------- | ---------------------- | ---------------------- | ---------------------- |
| Бургон, село    | -           | 313                    | 264                    | 298                    | 87                     |
| Кизилту, село   | Кизил-Ту    | 958                    | 842                    | 826                    | 583                    |
| Урджар, село    | -           | 18058                  | 16830                  | 17320                  | 17296                  |